# Juan Carlos García
Juan Carlos García (Tela, 8 maart 1988 – Tegucigalpa, 8 januari 2018) was een Hondurees voetballer die bij voorkeur als linksback speelde. Hij stond van 2007 tot en met 2016 onder contract bij CD Marathón, Olimpia, Wigan Athletic en CD Tenerife. Daarnaast maakte hij van 2009 tot en met 2014 deel uit van het Hondurees voetbalelftal, waarvoor hij 34 interlands speelde en één keer scoorde.
García overleed begin 2018 aan de gevolgen van leukemie.

## Clubcarrière
García begon met voetballen bij CD Marathón. In 2010 vertrok hij transfervrij naar CD Olimpia. Voor die club maakte hij zijn debuut in de wedstrijd tegen Hispano FC. Hij verbleef drie jaar bij Olimpia voor hij op 26 juli 2013 een contract tekende bij Wigan Athletic. In het seizoen 2013/14 kwam hij geen enkele wedstrijd in actie voor deze club. García werd in augustus 2014 verhuurd aan CD Tenerife. De bedoeling was dat hij een jaar zou blijven, maar na een half jaar keerde hij terug naar Engeland.

## Internationale carrière
García maakte zijn debuut voor het Hondurees voetbalelftal in de wedstrijd tegen Grenada tijdens de CONCACAF Gold Cup op 11 juli 2009. In de wedstrijd tegen de Verenigde Staten op 6 februari 2013 maakte hij zijn enige doelpunt voor Honduras. Op 6 mei 2014 maakte bondscoach Luis Fernando Suárez bekend García mee te zullen nemen naar het wereldkampioenschap voetbal in Brazilië.

## Ziekte
Wigan bevestigde in februari 2015 dat er leukemie was geconstateerd bij García. Hij overleed op 8 januari 2018.